# Sphagnum novo-caledoniae
Sphagnum novo-caledoniae es una especie de musgo de la familia Sphagnaceae. Es endémica de Nueva Caledonia, localizado únicamente en la meseta de Dogny, los bosques de Tao y el monte Panie. Se desarrolla naturalmente sobre las piedras de arroyos a altitudes de entre 730 a 1200 m s. n. m. La contaminación de las aguas de éstos imposibilita su crecimiento.

## Fuente
- Bryophyte Specialist Group 2000. Sphagnum novo-caledoniae. 2006 IUCN Lista Roja de Especies Amenazadas, 10 de junio de 2010